# Анатолий Исаченко
Анатолий Григориевич Исаченко (на руски: Анато́лий Григо́рьевич Исаче́нко) (28 май 1922 – 2 март 2018) е съветски и руски географ, ландшафтовед и университетски преподавател, професор.

## Научна кариера
През 1947 г. Исаченко завършва катедрата по картография на Географския факултет на Ленинградския университет и оттогава посвещава професионалния си път на географската наука. През 1963 г. е отличен със златен медал на Руското географско дружество за заслуги за развитието на географската наука.
От 1964 г. е професор по физическа география в Ленинградския държавен университет. Ръководител е на катедрата десетки години. Автор е на десетки научни монографии, стотици статии и географски карти. Забележително постижение на руския географ е дефинирането на пространствената диференциация на природните комплекси в хипотетичния континент.

## Научни приноси
Научните приноси на А. Г. Исаченско са свързани с изследването на общите закономерности във физикогеографската диференция на сушата на Земята, класификация на ландшафтите, физикогеографско райониране, съставяне на ландшафтни карти. Ученият изследва и историята и теоретичното развитие на географската наука.

## Основни публикации
- Основные вопросы физической географии. Л.: Изд-во ЛГУ, 1953, 392 с.
- Физико-географическое картирование. Л.: Изд-во ЛГУ. Т. 1, 1958, 232 с.; Т. 2, 1960. 231 с.; Т. 3, 1961. 268 с.
- Основы ландшафтоведения и физико-географическое районирование / А. Г. Исаченко. М.: Высшая школа, 1965, 328 с. 3000 экз. (в пер.)
- Физико-географическое районирование Северо-Запада СССР / З. В. Дашкевич, Е. В. Карнаухова; Под ред. А. Г. Исаченко. Л.: Изд-во ЛГУ, 1965, 248 с. (в пер.)
- Развитие географических идей / А. Г. Исаченко. М.: Мысль, 1971, 416 с. 3000 экз. (в пер.)
- Прикладное ландшафтоведение. Ч. 1. Л.: Изд-во ЛГУ, 1976, 152 с.
- Оптимизация природной среды. М.: Мысль, 1980, 264 с.
- Методы прикладных ландшафтных исследований. Л.: Наука, 1980, 224 с.
- Ландшафты СССР. Л.: Изд-во ЛГУ, 1985, 320 с.
- Ландшафты / А. Г. Исаченко, А. А. Шляпников. М.: Мысль, 1989, 504 с. (Природа мира). 40 000 экз. ISBN 5-244-00177-9. (в пер.)
- Ландшафтоведение и физико-географическое районирование: Учебник для вузов. М.: Высшая школа, 1991, 366 с.
- Экологическая география Северо-Запада России: В 2 ч. СПб.: Русск. геогр. об-во, 1995. Ч. 1. 208 с.; Ч. 2. 296 с.
- Экологическая география России / А. Г. Исаченко; Санкт-Петербургский государственный университет. СПб.: Издательский дом СПбГУ, 2001, 328 с. 800 экз. ISBN 5-288-02517-7. (обл.)
- Введение в экологическую географию: Учебное пособие / А. Г. Исаченко; Санкт-Петербургский государственный университет. СПб.: Издат. дом СПбГУ, 2003, 192 с. 1000 экз. ISBN 5-288-02595-9. (обл.)
- Введение в экологическую географию / А. Г. Исаченко; Санкт-Петербургский государственный университет. СПб.: Издат. дом СПбГУ, 2003, 192 с. 1000 экз. ISBN 5-288-02595-9. (обл.)
- Теория и методология географической науки / А. Г. Исаченко. М.: Академия, 2004, 400 с. (Высшее профессиональное образование). 5100 экз. ISBN 5-7695-1693-3. (в пер.)
- Ландшафтная структура Земли, расселение, природопользование / А. Г. Исаченко; Санкт-Петербургский государственный университет. СПб.: Издат. дом СПбГУ, 2008, 320 с. 400 экз. ISBN 978-5-288-04836-4. (в пер.)
- Избранные труды (к 90-летию со дня рождения). СПб.: Изд-во «ВВМ», 2012, 486 с.